# Michelle Forbes

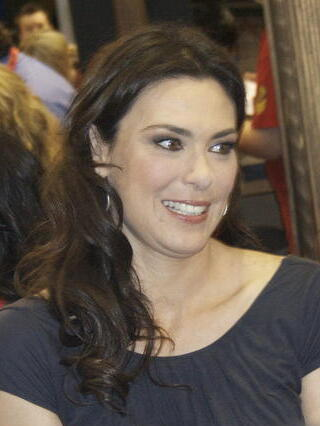
Michelle Forbes în 2009 la Comic-Con International

Michelle Forbes (n. 8 ianuarie 1965, Austin, Texas) este o actriță americană cunoscută în special pentru rolurile din serialele de televiziune Star Trek: Generația următoare, 24 și Prison Break.